# Fingerprints
Fingerprints is het veertiende studioalbum en het eerste instrumentale album van de Engelse singer-songwriter Peter Frampton. Het werd op 12 september 2006 door A&M Records uitgebracht. Op het album werd Frampton bijgestaan door betrekkelijk veel gastmuzikanten, zoals Bill Wyman (van The Rolling Stones) en Warren Haynes (van Gov't Mule).
Het album bereikte de 129ste positie in de Billboard 200 Albums Charts. In 2007 won Fingerprints een Grammy Award voor Best Pop Instrumental Album.

## Tracklist
| 1.                 | Boot It Up (Frampton/John Regan)                             | Courtney Pine              | 3:27 |
| 2.                 | Ida y Veulta (Out and Back) (Frampton/Shawn Fichter/Sheldon) | Stanley Sheldon            | 3:23 |
| 3.                 | Black Hole Sun (Chris Cornell)                               | Matt Cameron/Mike McCready | 5:25 |
| 4.                 | Float (Frampton/Kennedy)                                     | Gordon Kennedy             | 4:03 |
| 5.                 | My Cup of Tea (Frampton/Kennedy/Marvin/Bennett)              | Hank Marvin/Brian Bennett  | 4:52 |
| 6.                 | Shewango Way (Frampton/Kennedy)                              |                            | 3:19 |
| 7.                 | Blooze (Frampton)                                            | Warren Haynes              | 5:14 |
| 8.                 | Cornerstones (Frampton/Chris Stainton/Watts/Wyman)           | Charlie Watts/Bill Wyman   | 3:13 |
| 9.                 | Grab a Chicken (Put It Back) (Frampton/Kennedy)              |                            | 3:53 |
| 10.                | Double Nickels (Frampton/Kennedy)                            | Paul Franklin              | 3:48 |
| 11.                | Smoky (Frampton)                                             |                            | 4:51 |
| 12.                | Blowin' Smoke (Frampton/Cameron/McCready/Gary Westlake)      | Matt Cameron/Mike McCready | 3:47 |
| 13.                | Oh When... (Frampton)                                        |                            | 1:19 |
| 14.                | Souvenirs de Nos Peres (Memories of Our Fathers) (Jorgenson) | John Jorgenson             | 4:56 |
| Totale duur: 55:35 |                                                              |                            |      |